# Powiat wileński (I Rzeczpospolita)

Powiat wileński na tle Wielkiego Księstwa Litewskiego I Rzeczypospolitej

Powiat wileński – jednostka terytorialna województwa wileńskiego Wielkiego Księstwa Litewskiego i Rzeczypospolitej Obojga Narodów. Utworzony w czasie reformy administracyjnej lat 1565–1566.
W obrębie powiatu wileńskiego istniały starostwa niegrodowe: bystrzyckie, inturskie, kiernowskie oraz 40 dzierżaw królewskich.